# 토고의 로마 가톨릭 교구 목록
토고의 로마 가톨릭 교구는 1개 관구에 1개 관구장좌 대교구 와 6개의 일반교구로 구성된다.

## 교구

### 로메 관구(Province of Lomé)
- 로메 관구장좌 대교구( Archdiocese of Lomé)
  - 아네오 교구( Diocese of Aného)
  - 아타크파메 교구( Diocese of Atakpamé)
  - 다파옹 교구( Diocese of Dapaong)
  - 카라 교구(Diocese of Kara)
  - 크팔리메 교구( Diocese of Kpalimé)
  - 소코데 교구( Diocese of Sokodé)